# Zygochloa
Zygochloa là một chi thực vật có hoa trong họ Hòa thảo (Poaceae).

## Loài
Chi Zygochloa gồm các loài: